# Xanth
De Xanth-reeks is een serie luchtige fantasy-romans van de Brits-Amerikaanse auteur Piers Anthony. Kenmerken van de serie zijn het belichten van steeds andere aspecten van magie, met steeds andere hoofdpersonen, en de continue woordgrappen.
De serie is al lang populair bij een bepaald publiek en omvat ongeveer vijftig titels geschreven over een tijdvak van meer dan veertig jaar. Volgens de auteur is de serie zo uitgebreid, omdat uitgevers uitsluitend deze boeken van hem willen.

## Fictionele wereld
De verhalen spelen zich grotendeels af in het magische koninkrijk Xanth, maar soms in nabij gelegen delen van de gewone, niet-magische, wereld (Mundania), waarbij alle delen van die gewone wereld op magische wijze soms 'nabij gelegen' kunnen zijn. Wat geografische contouren betreft lijkt Xanth verrassend veel op de staat Florida, waar de auteur tijdens het schrijven van de serie woonde (tot 2023). Wel is het zo dat de geografie niet erg vast ligt, behalve dan de hoofdcontouren.
Het land wordt bevolkt door magische planten en dieren en door mensen die magische talenten bezitten. In principe is elk talent uniek en herhaalt zich niet in exact dezelfde vorm. Over het algemeen geldt dat talenten sterker worden in elke volgende generatie; de bestaande menselijke bevolkingsomvang is gebaat bij een voortdurende toevloed van nieuwe, ongetalenteerde mensen.
De magische dieren en planten omvatten de klassieke vormen uit de mythologie, zoals centauren, draken, elven, griffioenen, harpijen, nimfen, zombies etc. Daarnaast ook alle vormen die denkbaar zijn door volksnamen of woorden letterlijk te interpreteren; zo is een nachtmerrie een zwarte merrie die 's nachts rond galoppeert om onrustige dromen te bezorgen bij slapenden die dat verdienen.
De politieke organisatie van het koninkrijk is eenvoudig: mensen zijn de politiek dominante vorm. De koning is een mens en wordt gekozen uit de mannen met het sterkste magische talent. Andere mensen met sterke talenten (magicians en sorceresses) worden geacht de koning waar nodig te helpen, maar bewaren veelal afstand.

## Algemene karakteristieken
De serie is uitermate luchtig van toon en hangt aan elkaar van de woordgrappen. Door magie te gebruiken blijkt bijna alles mogelijk, maar zelden op de manier zoals verwacht. Elk boek wordt verteld in de derde persoon, vanuit het gezichtspunt van één hoofdpersonage (in enkele boeken meerdere hoofdpersonages). Bijna elk boek heeft een nieuw hoofdpersonage; in het begin van de serie is dat hoofdpersonage een mens, maar gaande de serie steeds vaker een magisch wezen.
Het is niet zo dat elk boek met een geheel nieuwe situatie begint: er is een aantal figuren die regelmatig terugkomen en zo voor continuïteit zorgen. Ook heeft elke roman een vast basispatroon en begint veelal met een queeste of andere opdracht die vervuld moet worden; deze wordt steeds min of meer volbracht. De serie volgt traditionele rolpatronen: man, vrouw, kind. Om de status van kinderen te benadrukken is er vanaf deel acht een formeel, magisch complot (adult conspiracy) dat kinderen 'onschuldig' houdt. Daarentegen wordt de grens steeds vager tussen wat een mens enerzijds is versus een magisch wezen anderzijds.